# Akrar
Akrar és un poble de l'illa de Suðuroy, a les illes Fèroe. Forma part del municipi de Sumba. L'1 de gener del 2021 tenia 15 habitants.
La localitat està situada al sud de l'illa Suðuroy. Es troba a la riba sud del fiord de Lopra (Lopransfjørður), un grau del Vágsfjørður. Lopra, al sud, és la localitat més propera. La carretera 218, que mor a Akrar, enllaça ambdós núclis.
El poble va ser fundat el 1817 per un home provinent de Sumba. Amb el temps s'hi van anar instal·lant d'altres nouvinguts. La persona més famosa nascuda al poble és el poeta satíric Poul Johannes Midjord (1823-1908).